# Carmenta bassiformis
Carmenta bassiformis is een vlinder uit de familie wespvlinders (Sesiidae), onderfamilie Sesiinae.
Carmenta bassiformis is voor het eerst wetenschappelijk beschreven door Walker in 1856. De soort komt voor in het Nearctisch gebied.